# فاليدوبار
فاليدوبار هي مدينة وبلدية في شمال شرق كولومبيا. وهي عاصمة إدارة سيزار.

## المناخ
يظهر الجدول التالي التغييرات المناخية على مدار السنة لفاليدوبار:
| البيانات المناخية لـفاليدوبار                                       | البيانات المناخية لـفاليدوبار | البيانات المناخية لـفاليدوبار | البيانات المناخية لـفاليدوبار | البيانات المناخية لـفاليدوبار | البيانات المناخية لـفاليدوبار | البيانات المناخية لـفاليدوبار | البيانات المناخية لـفاليدوبار | البيانات المناخية لـفاليدوبار | البيانات المناخية لـفاليدوبار | البيانات المناخية لـفاليدوبار | البيانات المناخية لـفاليدوبار | البيانات المناخية لـفاليدوبار | البيانات المناخية لـفاليدوبار |
| الشهر                                                               | يناير                         | فبراير                        | مارس                          | أبريل                         | مايو                          | يونيو                         | يوليو                         | أغسطس                         | سبتمبر                        | أكتوبر                        | نوفمبر                        | ديسمبر                        | المعدل السنوي                 |
| ------------------------------------------------------------------- | ----------------------------- | ----------------------------- | ----------------------------- | ----------------------------- | ----------------------------- | ----------------------------- | ----------------------------- | ----------------------------- | ----------------------------- | ----------------------------- | ----------------------------- | ----------------------------- | ----------------------------- |
| الدرجة القصوى °م (°ف)                                               | 39.5 (103.1)                  | 39.8 (103.6)                  | 42.0 (107.6)                  | 39.8 (103.6)                  | 39.4 (102.9)                  | 40.8 (105.4)                  | 39.8 (103.6)                  | 40.2 (104.4)                  | 39.0 (102.2)                  | 38.2 (100.8)                  | 38.0 (100.4)                  | 39.8 (103.6)                  | 42.0 (107.6)                  |
| متوسط درجة الحرارة الكبرى °م (°ف)                                   | 36.4 (97.5)                   | 36.5 (97.7)                   | 36.6 (97.9)                   | 36.5 (97.7)                   | 35.5 (95.9)                   | 35.4 (95.7)                   | 35.7 (96.3)                   | 35.5 (95.9)                   | 34.6 (94.3)                   | 33.8 (92.8)                   | 34.1 (93.4)                   | 35.1 (95.2)                   | 35.3 (95.5)                   |
| المتوسط اليومي °م (°ف)                                              | 30.4 (86.7)                   | 30.5 (86.9)                   | 30.3 (86.5)                   | 30.2 (86.4)                   | 29.7 (85.5)                   | 29.8 (85.6)                   | 29.9 (85.8)                   | 29.8 (85.6)                   | 29.3 (84.7)                   | 28.8 (83.8)                   | 29.0 (84.2)                   | 29.7 (85.5)                   | 29.8 (85.6)                   |
| متوسط درجة الحرارة الصغرى °م (°ف)                                   | 23.8 (74.8)                   | 24.3 (75.7)                   | 24.3 (75.7)                   | 24.2 (75.6)                   | 24.2 (75.6)                   | 24.2 (75.6)                   | 24.2 (75.6)                   | 24.0 (75.2)                   | 23.7 (74.7)                   | 23.6 (74.5)                   | 23.6 (74.5)                   | 23.5 (74.3)                   | 23.9 (75.0)                   |
| أدنى درجة حرارة °م (°ف)                                             | 16.8 (62.2)                   | 19.8 (67.6)                   | 20.6 (69.1)                   | 18.2 (64.8)                   | 18.0 (64.4)                   | 20.4 (68.7)                   | 17.2 (63.0)                   | 18.0 (64.4)                   | 17.2 (63.0)                   | 18.8 (65.8)                   | 18.4 (65.1)                   | 17.2 (63.0)                   | 16.8 (62.2)                   |
| الهطول مم (إنش)                                                     | 6.8 (0.27)                    | 28.5 (1.12)                   | 78.1 (3.07)                   | 125.9 (4.96)                  | 181.3 (7.14)                  | 119.1 (4.69)                  | 114.4 (4.50)                  | 140.7 (5.54)                  | 154.8 (6.09)                  | 169.7 (6.68)                  | 148.9 (5.86)                  | 40.0 (1.57)                   | 1٬295٫3 (51.00)               |
| متوسط أيام هطول الأمطار                                             | 1                             | 2                             | 5                             | 9                             | 11                            | 9                             | 9                             | 12                            | 12                            | 12                            | 9                             | 3                             | 94                            |
| متوسط الرطوبة النسبية (%)                                           | 63                            | 62                            | 63                            | 63                            | 66                            | 65                            | 65                            | 66                            | 68                            | 70                            | 69                            | 65                            | 66                            |
| ساعات سطوع الشمس الشهرية                                            | 269.7                         | 234.5                         | 238.7                         | 201.0                         | 189.1                         | 186.0                         | 207.7                         | 210.8                         | 180.0                         | 179.8                         | 201.0                         | 244.9                         | 2٬543٫2                       |
| ساعات سطوع الشمس اليومية                                            | 8.7                           | 8.3                           | 7.7                           | 6.7                           | 6.1                           | 6.2                           | 6.7                           | 6.8                           | 6.0                           | 5.8                           | 6.7                           | 7.9                           | 7.0                           |
| المصدر: Instituto de Hidrologia Meteorologia y Estudios Ambientales |                               |                               |                               |                               |                               |                               |                               |                               |                               |                               |                               |                               |                               |

## أعلام
- إسحاق أرياس
- سيمون ترينيداد
- جوزيه ماريا بازو
- فريد دياز
- لياندرو دياز
- أوسكار مونيوث